# Maryvonne Dupureur
Maryvonne Dupureur, all'anagrafe Samson Marie-Yvonne (Saint-Brieuc, 24 maggio 1937 – Saint-Brieuc, 7 gennaio 2008), è stata una mezzofondista e velocista francese.

## Biografia
Fu dieci volte campionessa nazionale tra il 1959 e il 1969: tre volte nei 400 metri piani, sei volte negli 800 metri piani e una volta nei 1500 metri piani.
Nel 1960 prese parte ai Giochi olimpici di Roma, ma non superò le fasi di qualificazione degli 800 metri piani. Tornò poi a gareggiare nella stessa specialità ai Giochi olimpici di Tokyo, dove si aggiudicò la medaglia d'argento. Nel 1967 vinse la medaglia d'argento sui due giri di pista anche ai Giochi europei indoor svoltisi a Praga. Infine, nel 1968 arrivò ottava negli 800 metri piani ai Giochi olimpici di Città del Messico.

## Palmarès
| Anno | Manifestazione        | Sede              | Evento      | Risultato | Prestazione | Note |
| ---- | --------------------- | ----------------- | ----------- | --------- | ----------- | ---- |
| 1960 | Giochi olimpici       | Roma              | 800 m piani | Batteria  | 2'12"3      |      |
| 1964 | Giochi olimpici       | Tokyo             | 800 m piani | Argento   | 2'01"9      |      |
| 1967 | Giochi europei indoor | Praga             | 800 m piani | Argento   | 2'09"6      |      |
| 1968 | Giochi olimpici       | Città del Messico | 800 m piani | 8ª        | 2'08"2      |      |

## Campionati nazionali
- 3 volte campionessa francese assoluta dei 400 metri piani
- 6 volte campionessa francese assoluta degli 800 metri piani
- 1 volta campionessa francese assoluta dei 1500 metri piani